# ロシア国防省
ロシア連邦国防省（ロシアれんぽうこくぼうしょう、ロシア語: Министерство обороны Российской Федерации、略称：Минобороны、МО、英語: Ministry of Defence of the Russian Federation）（ロシア国防省）は、ロシア連邦の国防・軍事を統括する官庁。ロシア連邦軍を傘下に収める。

## 組織
- 国防相

国防相官房
- 国際軍事協力総局
- 総務局
- 情報・社会関係局
- 会計検査局

国防第一次官管掌部署
- ロシア連邦軍戦闘訓練・部隊勤務総局
- 軍事監察局
- 航空隊飛行安全局
- ロシア連邦軍軍楽局

ロシア連邦軍参謀本部：参謀総長/国防第一次官
- 作戦総局
- 情報総局（GRU）
- 組織・動員総局
- ロシア連邦軍通信部長局
- 電波電子戦局
- 軍事測量局

秘書官/国防次官管掌部署
- 人事総局
- 教育業務総局
- 国家文官勤務問題局
- 立法・執行権力機関協力局

ロシア連邦軍兵器部：兵器部長/国防次官
- 兵器部長局
- ロケット・砲兵総局
- 装甲車両総局
- 気象局

ロシア連邦軍後方部：後方部長/国防次官
- 後方部長局
- 軍医総局
- 鉄道部隊

中央機関
- 軍事報道局
- 自動車・道路局
- ロケット燃料・可燃物局
- 糧食局
- 物品局
- 生態学的安全部長局
- 統一後方発注・納入センター

営舎・建設庁
- 営舎・建設庁長官局
- 官舎・運営総局
- 基礎建設組織・計画総局
- 住宅プログラム実現局

経済・財務庁
- 会計・経済総局
- 文官労働・給与局

各軍部門
- 陸軍
- 航空宇宙軍
- 海軍
- 戦略ロケット軍
- 空挺軍

### 直轄部隊
- 第1独立警備狙撃旅団（軍部隊83420）

### 青少年組織
2015年に「青少年軍」の創設を発表し、2016年に発足した。8歳から18歳の少年・少女20万人以上が参加しており、軍事イベントなどによって若い世代の愛国心を涵養すると共に、プーチン政権を安定させる狙いがあると指摘されている。

## 歴代国防相
ソ連時代の国防相職は軍人の排他的聖域であったが、2001年のセルゲイ・イワノフの就任により、文民（予備役軍人）の国防相が誕生した。
| 代   | 肖像 | 氏名                       | 内閣 | 在任期間                      | 備考                                 |
| ---- | ---- | -------------------------- | --- | ----------------------------- | ------------------------------------ |
| 1    |      | パーヴェル・グラチョフ     | ボリス・エリツィン エゴール・ガイダル ヴィクトル・チェルノムイルジン | 1992年5月18日 - 1996年6月18日 | 上級大将。空挺軍出身。               |
| 代行 |      | ミハイル・コレスニコフ     | ヴィクトル・チェルノムイルジン | 1996年6月18日 - 1996年7月17日 | 上級大将。陸軍出身。陸軍参謀総長。   |
| 2    |      | イーゴリ・ロジオノフ       | ヴィクトル・チェルノムイルジン | 1996年7月17日 - 1997年5月23日 | 上級大将。陸軍出身。                 |
| 3    |      | イーゴリ・セルゲーエフ     | ヴィクトル・チェルノムイルジン内閣 セルゲイ・キリエンコ内閣 エフゲニー・プリマコフ内閣 セルゲイ・ステパーシン内閣 第1次ウラジーミル・プーチン内閣 ミハイル・カシヤノフ内閣 | 1997年5月23日 - 2001年3月28日 | ロシア連邦元帥。戦略ロケット軍出身。 |
| 4    |      | セルゲイ・イワノフ         | ミハイル・カシヤノフ内閣 第1次ミハイル・フラトコフ内閣 第2次ミハイル・フラトコフ内閣                                                                                       | 2001年3月28日 - 2007年2月15日 | 予備役大将。KGB出身。                |
| 5    |      | アナトーリー・セルジュコフ | 第2次ミハイル・フラトコフ内閣 ヴィクトル・ズプコフ内閣 第2次ウラジーミル・プーチン内閣                                                                                     | 2007年2月15日 - 2012年11月6日 | 文民。税務機関出身。                 |
| 6    |      | セルゲイ・ショイグ         | ドミートリー・メドヴェージェフ内閣 ミハイル・ミシュスティン内閣 | 2012年11月6日 - 2024年5月12日 | 元非常事態相。上級大将。             |
| 7    |      | アンドレイ・ベロウソフ     | ミハイル・ミシュスティン内閣 | 2024年5月12日 - （現職）      | 元連邦政府第一副議長。               |